# Huerta de Arriba (kommunhuvudort)
Huerta de Arriba är en kommunhuvudort i Spanien.   Den ligger i provinsen Provincia de Burgos och regionen Kastilien och Leon, i den norra delen av landet, 200 km norr om huvudstaden Madrid. Huerta de Arriba ligger 1 206 meter över havet och antalet invånare är 171.
Terrängen runt Huerta de Arriba är kuperad. Runt Huerta de Arriba är det mycket glesbefolkat, med 4 invånare per kvadratkilometer. Närmaste större samhälle är Quintanar de la Sierra, 15,3 km söder om Huerta de Arriba. I omgivningarna runt Huerta de Arriba växer i huvudsak barrskog.